# Tập đoàn Thế Giới Di Động
Công ty Cổ phần Đầu tư Thế Giới Di Động (Mobile World Investment Corporation, viết tắt: MWG) là một công ty đại chúng tại Việt Nam, niêm yết trên HOSE với mã MWG. Doanh nghiệp vận hành các chuỗi bán lẻ gồm Thegioididong.com (thiết bị di động), Điện Máy Xanh (điện máy), Bách Hóa Xanh (hàng tiêu dùng), Nhà thuốc An Khang (dược phẩm) và TopZone (ủy quyền Apple).

## Lịch sử
MWG được đồng sáng lập năm 2004 tại Thành phố Hồ Chí Minh bởi một nhóm nhà quản lý Việt Nam; giai đoạn đầu tập trung vào bán lẻ thiết bị di động. Ngày 14 tháng 7 năm 2014, cổ phiếu MWG giao dịch phiên đầu trên HOSE; truyền thông tài chính quốc tế ghi nhận biên độ tăng trần trong ngày chào sàn.
Từ năm 2017, MWG mở rộng sang dược phẩm bán lẻ thông qua việc mua lại chuỗi Phúc An Khang, sau đó đổi thương hiệu thành Nhà thuốc An Khang.

## Hoạt động
Theo mô tả của Reuters, MWG hoạt động trong lĩnh vực bán lẻ thiết bị điện tử và hàng tiêu dùng thông qua các chuỗi vật lý và trực tuyến gồm thegioididong.com, DienMayXanh, BachHoaXanh và các thương hiệu liên quan. Chuỗi Bách Hóa Xanh sau giai đoạn tái cơ cấu đã mở rộng trở lại; đến tháng 6 năm 2025 đạt mức kỷ lục về số cửa hàng theo ghi nhận của báo chí kinh tế. Truyền thông quốc tế cũng từng đưa tin về các đàm phán/huy động vốn liên quan đến Bách Hóa Xanh giai đoạn 2023–2024.

## Kết quả kinh doanh
Theo các nguồn báo chí, quý II năm 2025 MWG ghi nhận doanh thu kỷ lục trên 37,5 nghìn tỷ đồng và lợi nhuận sau thuế khoảng 1.658 tỷ đồng; lũy kế 6 tháng đầu năm đạt gần 73,7 nghìn tỷ đồng, tương đương khoảng 49% kế hoạch năm.

## Hoạt động quốc tế
Cuối năm 2022, MWG bước vào thị trường Indonesia qua liên doanh EraBlue với Erafone (Erajaya Group). Đến tháng 1 năm 2024, doanh nghiệp thông tin đã khai trương cửa hàng thứ 50 tại Tangerang; thông tin được các cơ quan báo chí nhà nước đăng tải.

## Quản trị và sở hữu
Các thay đổi quản trị, mục tiêu kinh doanh và kế hoạch tái cấu trúc/niêm yết tiếp theo của MWG được báo chí độc lập ghi nhận định kỳ. Tháng 8 năm 2025, truyền thông cho biết doanh nghiệp dự kiến đến năm 2030 sẽ đưa thêm chuỗi Thế Giới Di Động và Điện Máy Xanh niêm yết độc lập, tùy điều kiện thị trường.